# Баклан Володимир Іванович
Володимир Іванович Баклан (травень 1914, місто Ніжин, тепер Чернігівської області — грудень 1988, місто Чернігів) — український радянський діяч, секретар Чернігівського обласного комітету КПУ, 1-й секретар Ніжинського районного комітету КП(б)У Чернігівської області.

## Біографія
Народився в травні 1914 року в родині робітника в місті Ніжині. Трудову діяльність розпочав у 1934 році агрономом-організатором Чернігівської дослідної станції.
З 1937 по 1939 рік служив у Червоній армії.
Член ВКП(б) з 1939 року.
До 1941 року — на комсомольській роботі.
З 1941 по 1944 рік — у Червоній армії, учасник німецько-радянської війни. Служив командиром 2-ї роти 4-го окремого штурмового інженерно-саперного батальйону 1-ї штурмової інженерно-саперної бригади Резерву головного командування. Воював на Південному та Західному фронтах. У 1943 році був важко поранений, інвалід другої групи. У 1944 році демобілізований із армії.
У 1944—1952 роках — секретар, 2-й секретар, 1-й секретар Ніжинського районного комітету КП(б)У Чернігівської області; завідувач відділу Чернігівського обласного комітету КП(б)У.
У 1952—1955 роках — слухач Республіканської партійної школи при ЦК КПУ в Києві.
У листопаді (затв.) 1955 — квітні 1960 року — секретар Чернігівського обласного комітету КПУ з питань сільського господарства.
У 1960 — березні 1971 року — завідувач відділу організаційного набору робітників і переселення (відділу із використання трудових ресурсів) виконавчого комітету Чернігівської обласної ради депутатів трудящих.
Потім — персональний пенсіонер республіканського значення в місті Чернігові.
Помер на початку грудня 1988 року після важкої тривалої хвороби.

## Звання
- старший лейтенант
- капітан

## Нагороди
- орден Вітчизняної війни І ст. (6.04.1985)
- орден Олександра Невського (10.09.1943)
- орден Суворова ІІІ ст. (24.10.1943)
- орден Трудового Червоного Прапора (26.02.1958)
- орден Червоної Зірки (18.08.1943)
- медаль «За перемогу над Німеччиною у Великій Вітчизняній війні 1941—1945 рр.» (1945)